# Cladonia mauritiana
Cladonia mauritiana Ahti & J.C. David (1995), è una specie di lichene appartenente al genere Cladonia,  dell'ordine Lecanorales.
Il nome proprio deriva dalle isole Mauritius, dove è stata rinvenuta.

## Caratteristiche fisiche
Il fotobionte è principalmente un'alga verde delle Trentepohlia.

## Località di ritrovamento
La specie è stata rinvenuta nelle seguenti località:
- Isole Seychelles
- Mauritius
- Zimbabwe

## Tassonomia
Questa specie appartiene alla sezione Cladonia; a tutto il 2008 non sono state identificate forme, sottospecie e varietà.